# Ulica Marcelego Mottego w Poznaniu
Ul. Mottego w Poznaniu – ulica na Łazarzu, na terenie jednostki pomocniczej Osiedle Św. Łazarz w Poznaniu, między Kolejową i Łukaszewicza, wytyczona około 1900 r. Nazwana ku czci Marcelego Mottego. Przed 1918 nosiła nazwę Gutenbergstraße (ul. Gutenberga).
Na rogu ul. Kolejowej wznosi się podniszczona kamienica mistrza ciesielskiego M. Flauma z 1902 r., z oszczędną neogotycką dekoracją sztukatorską. W domu pod nr 2 zachowała się kafelkowa dekoracja sklepu rzeźnickiego. Nr 7-7a, to dom własny architekta Waltera Czygana z 1905 r., z interesującym wystrojem sztukatorskim.

## Bibliografia

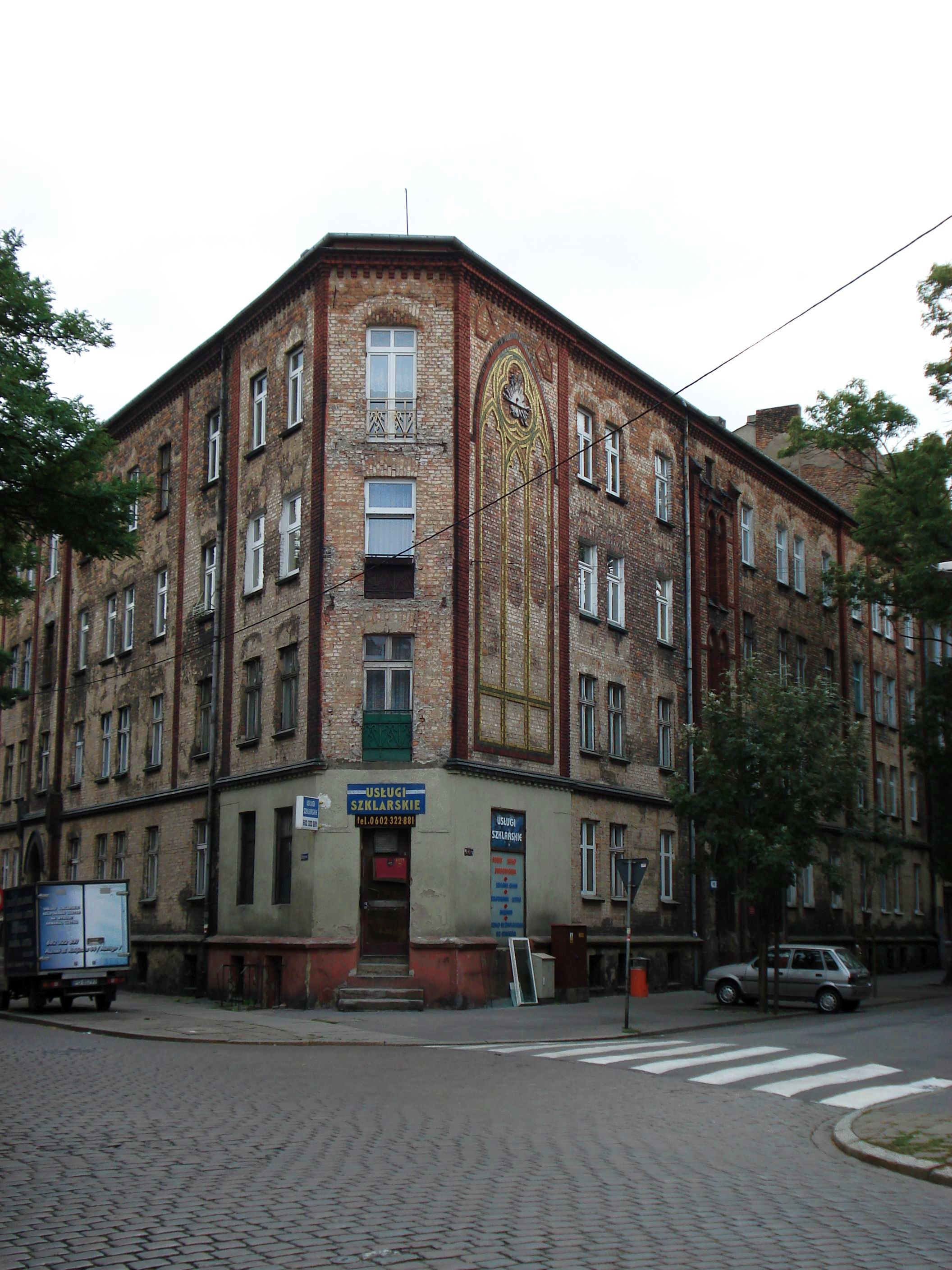
Kamienica na rogu ul. Kolejowej i ul. Mottego - przed remontem
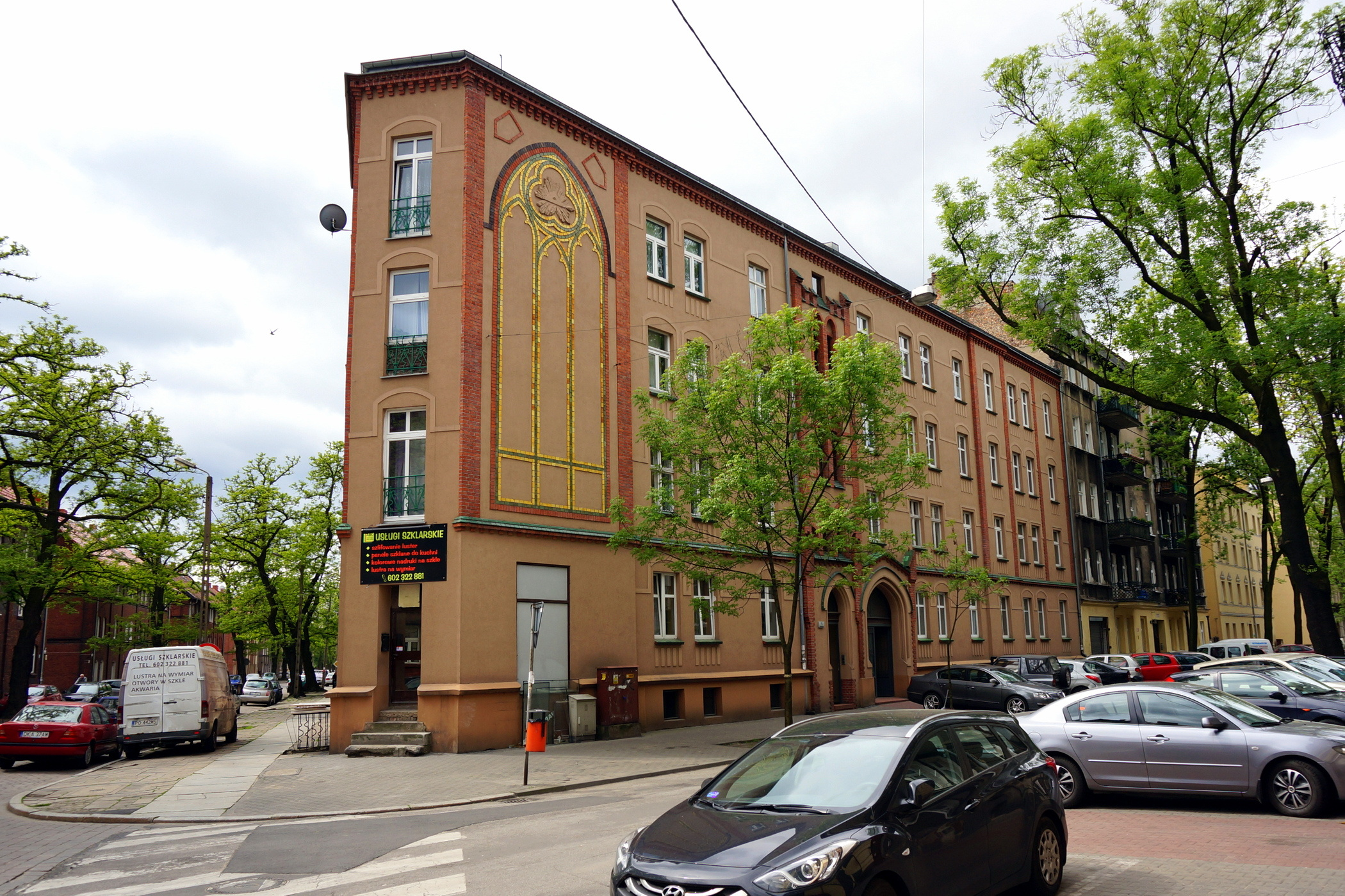
- po remoncie
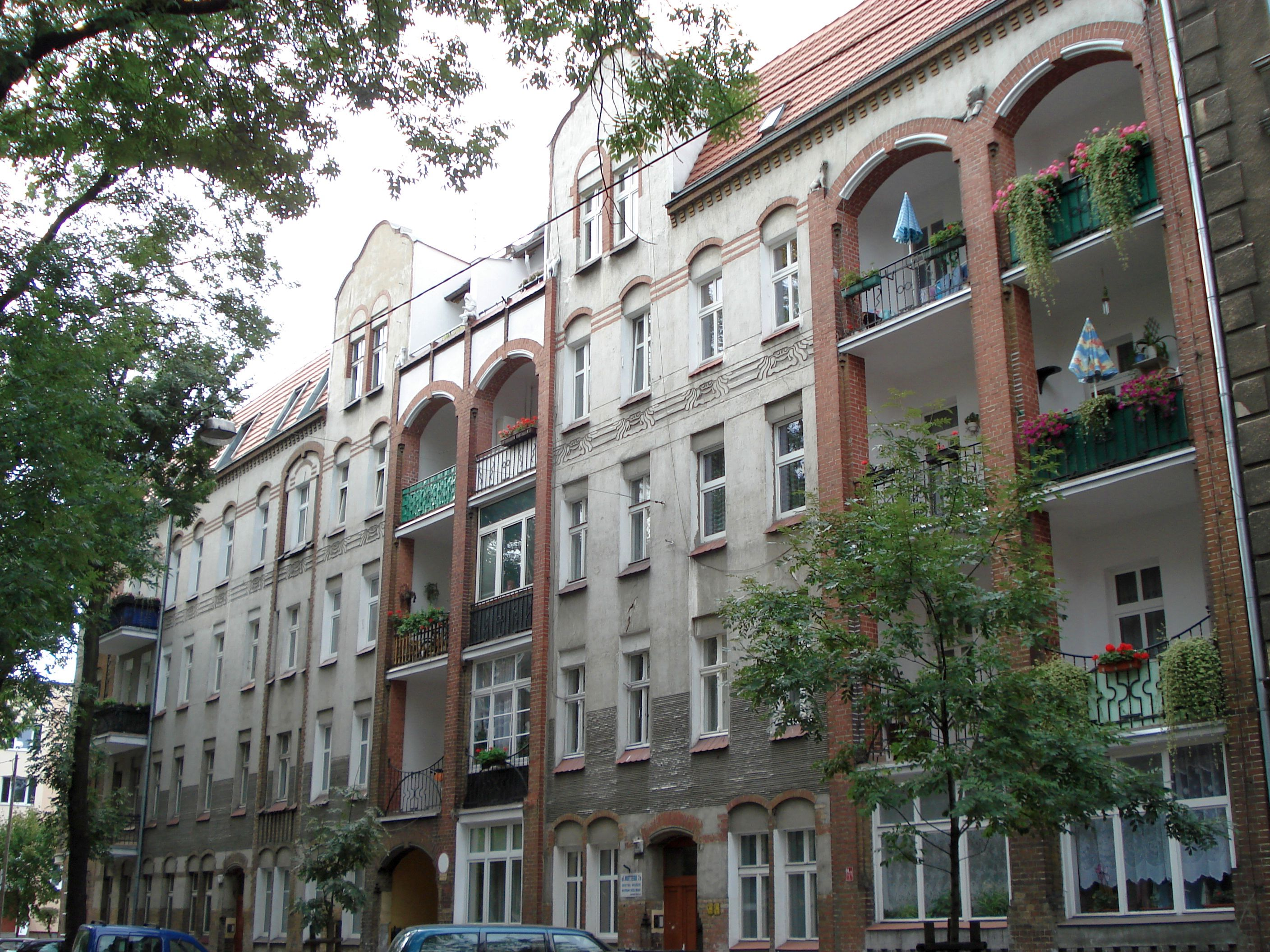
Elewacja kamienicy przy ul. Mottego 7-7a
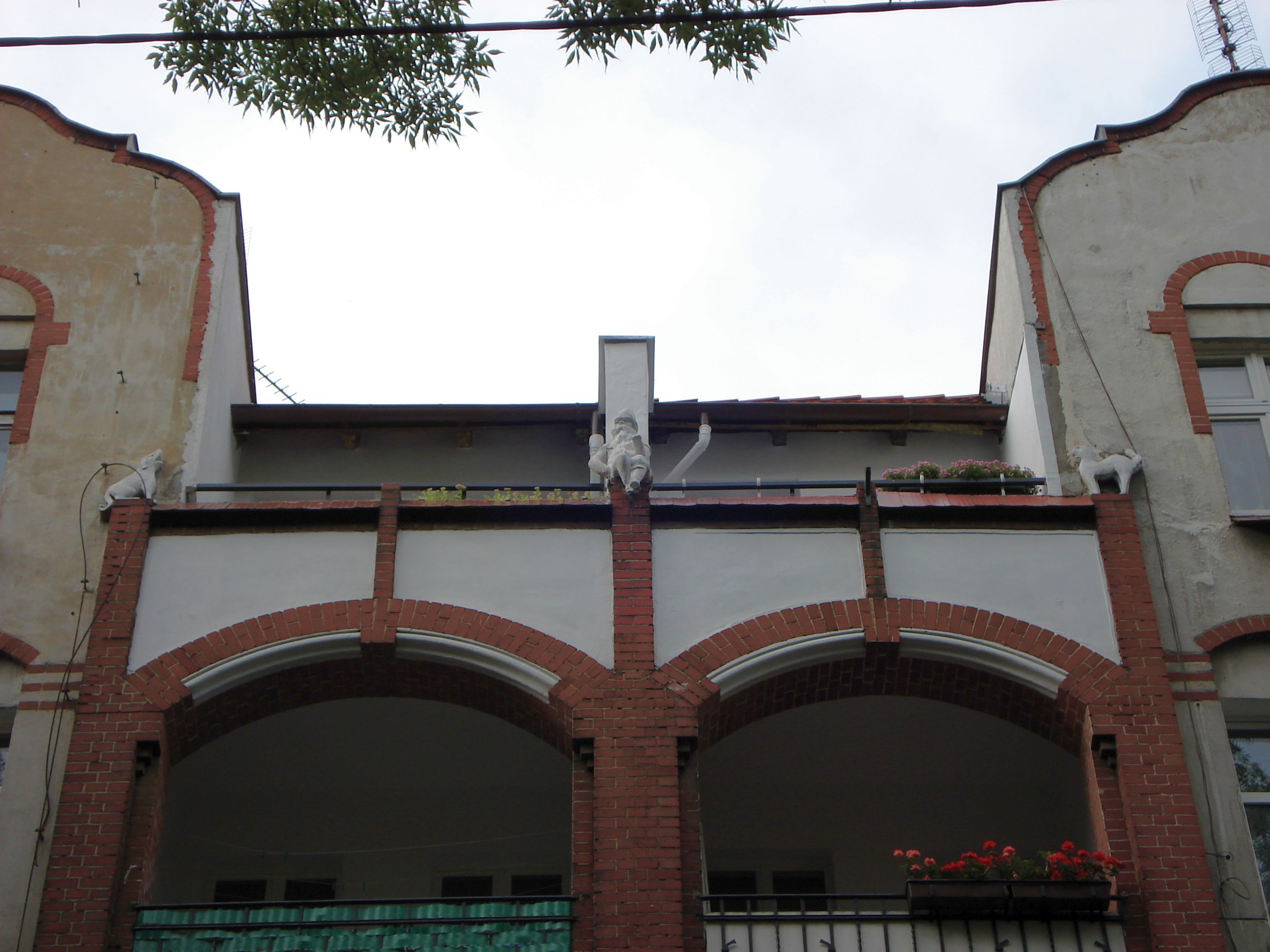
Fragment sztukaterii elewacji domu ul. Mottego 7-7a